# Os Jogadores de Cartas
Os Jogadores de Cartas (Les Joueurs de cartes no título francês original) é uma série de  pinturas a óleo sobre tela feita entre 1890 e 1895 pelo pintor Paul Cézanne. Um dos quadros da série, o mais famoso, está exposto no Museu de Orsay em Paris.
Cézanne começou a série na Suíça e terminou-a em Aix-en-Provence.
Pertence à época de maturidade (década de 1890) na qual Cézanne produziu as suas principais telas. Exemplifica os quadros em que as personagens estão fortemente ancoradas na cena.

## Terceira versão
O quadro, que foi considerado pela ARTnews uma das obras de arte mais valiosas em mãos privadas, esteve na colecção do  magnata grego George Embiricos várias décadas, tendo o coleccionador negado as múltiplas ofertas de compra ao longo dos anos.
Uma versão de Os jogadores de Cartas foi vendida em 2011 para a família real do Qatar por um preço variadamente estimado de 250 milhões de dólares (190 milhões de euros), tornando-se o trabalho de arte mais caro vendido até essa altura, superando o preço da obra Nu au plateau de sculpteur.

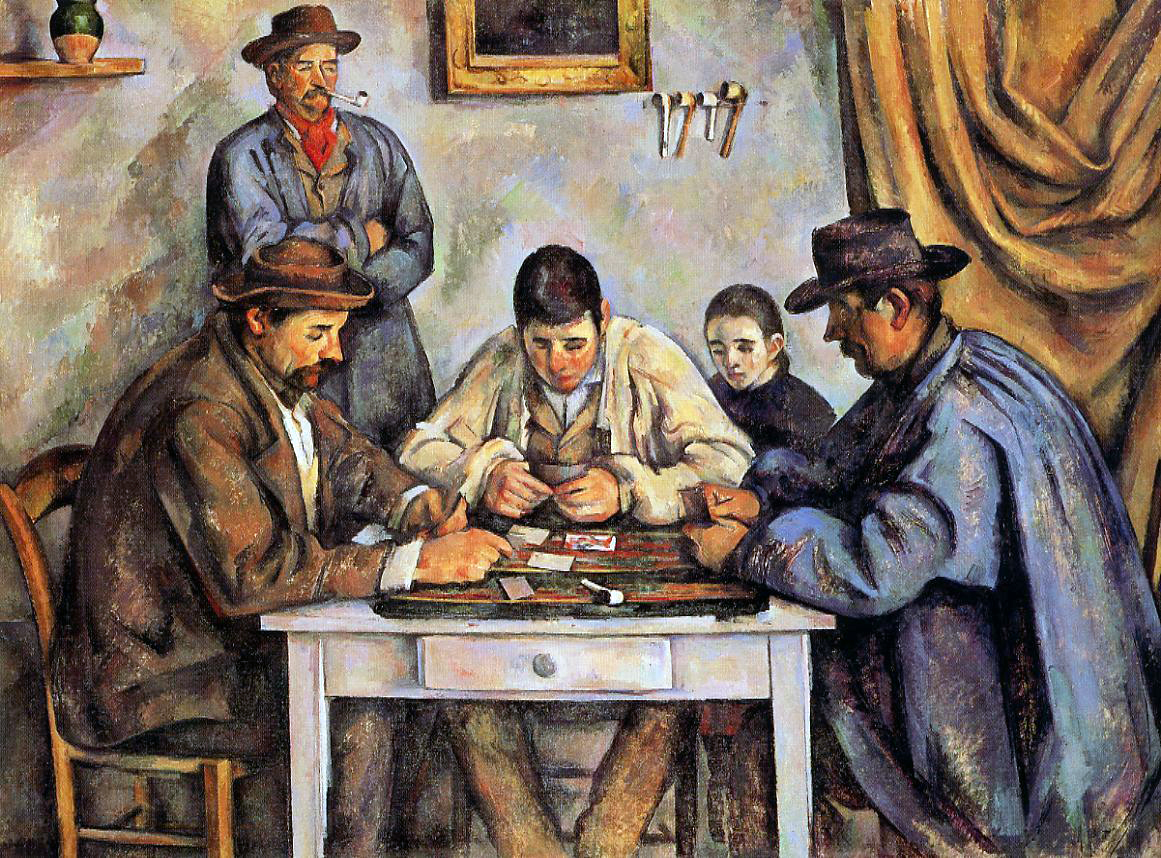
Primeira versão: 1890-92, óleo sobre tela, 134.6 x 180.3 cm. Barnes Foundation, Merion, Pensilvânia.
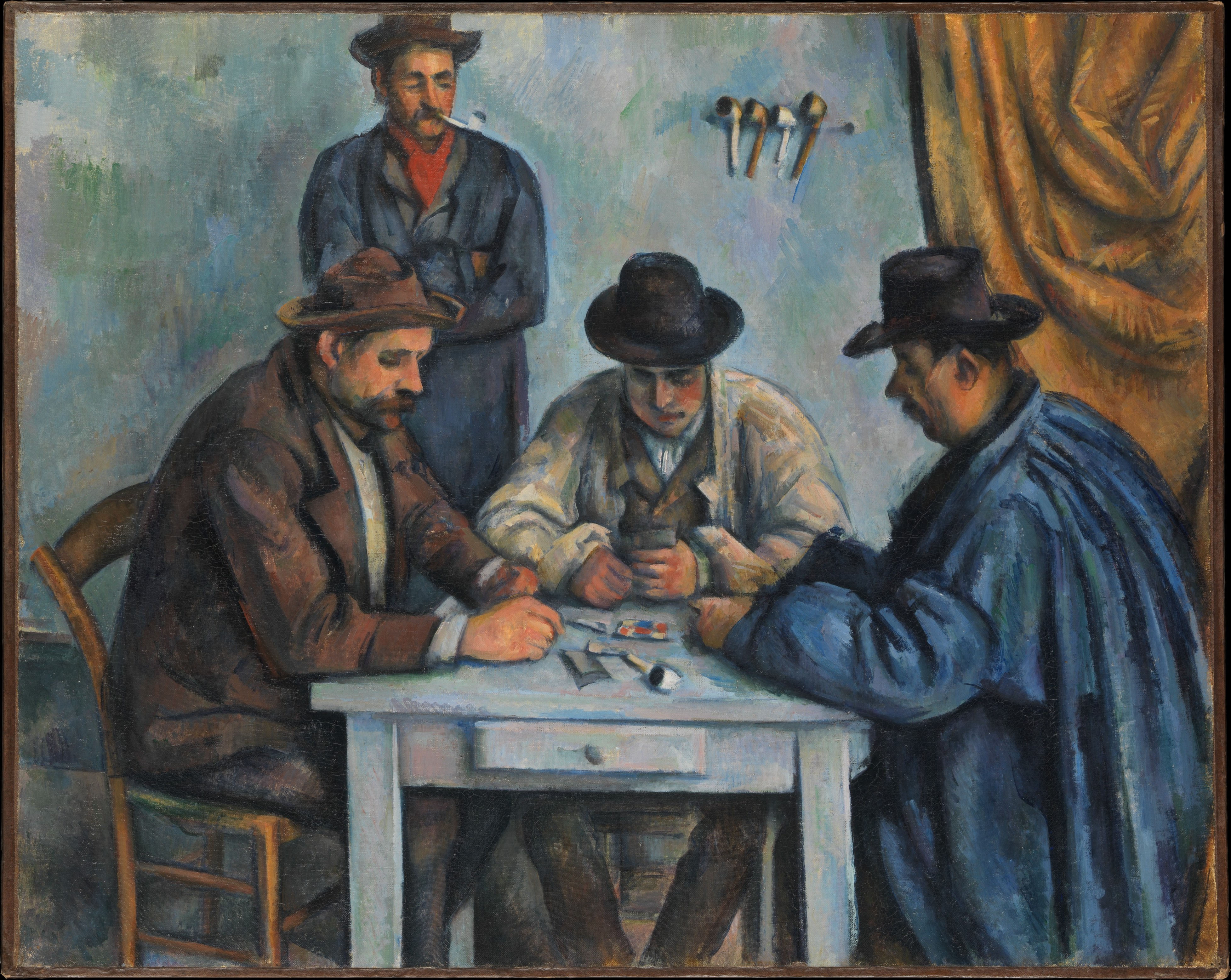
Segunda versão: 1890-92, óleo sobre tela, 65.4 x 81.9 cm.Metropolitan Museum of Art, Nova Iorque.
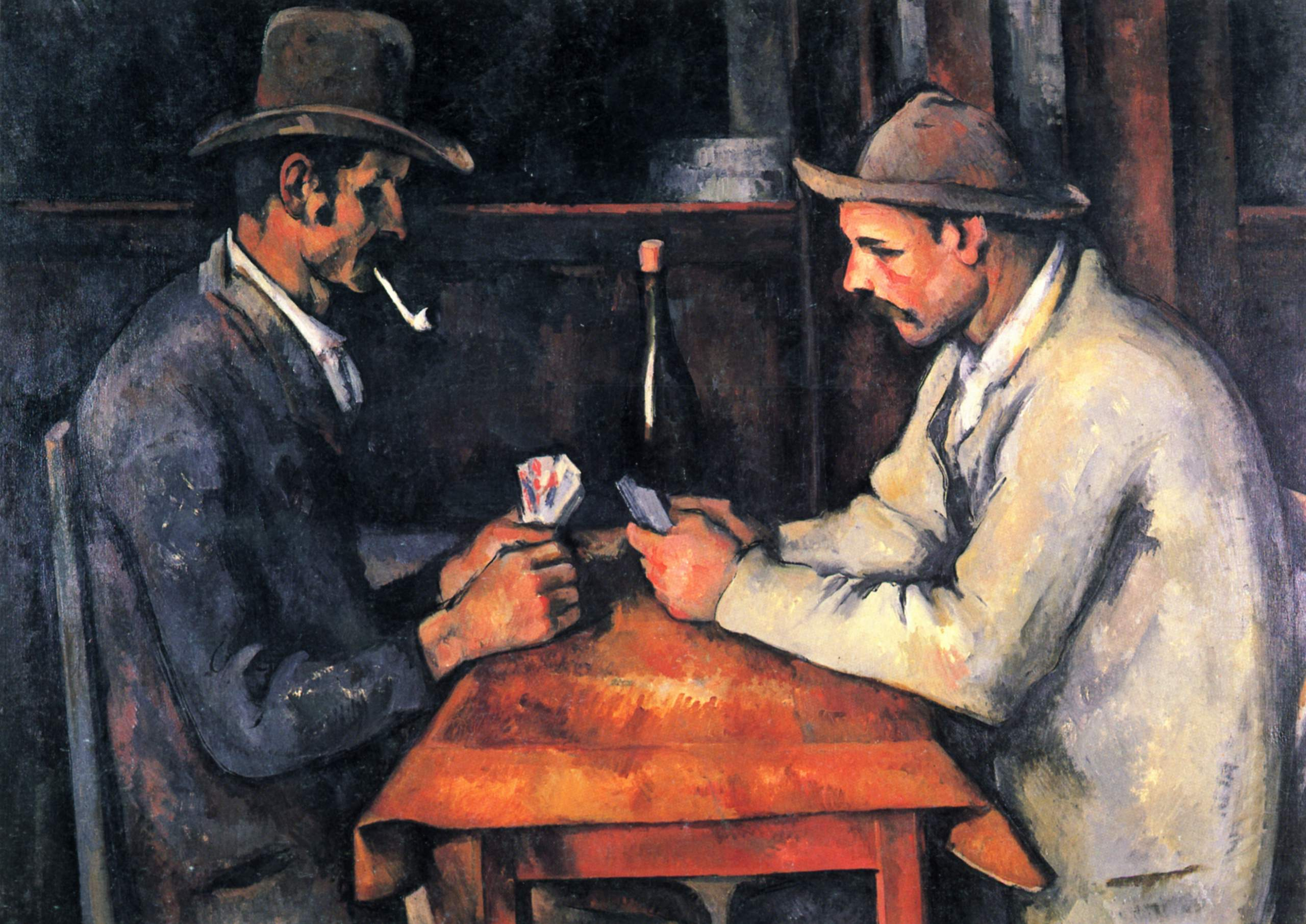
Terceira versão: 1892-93, óleo sobre tela, 97 × 130 cm. Colecção privada.
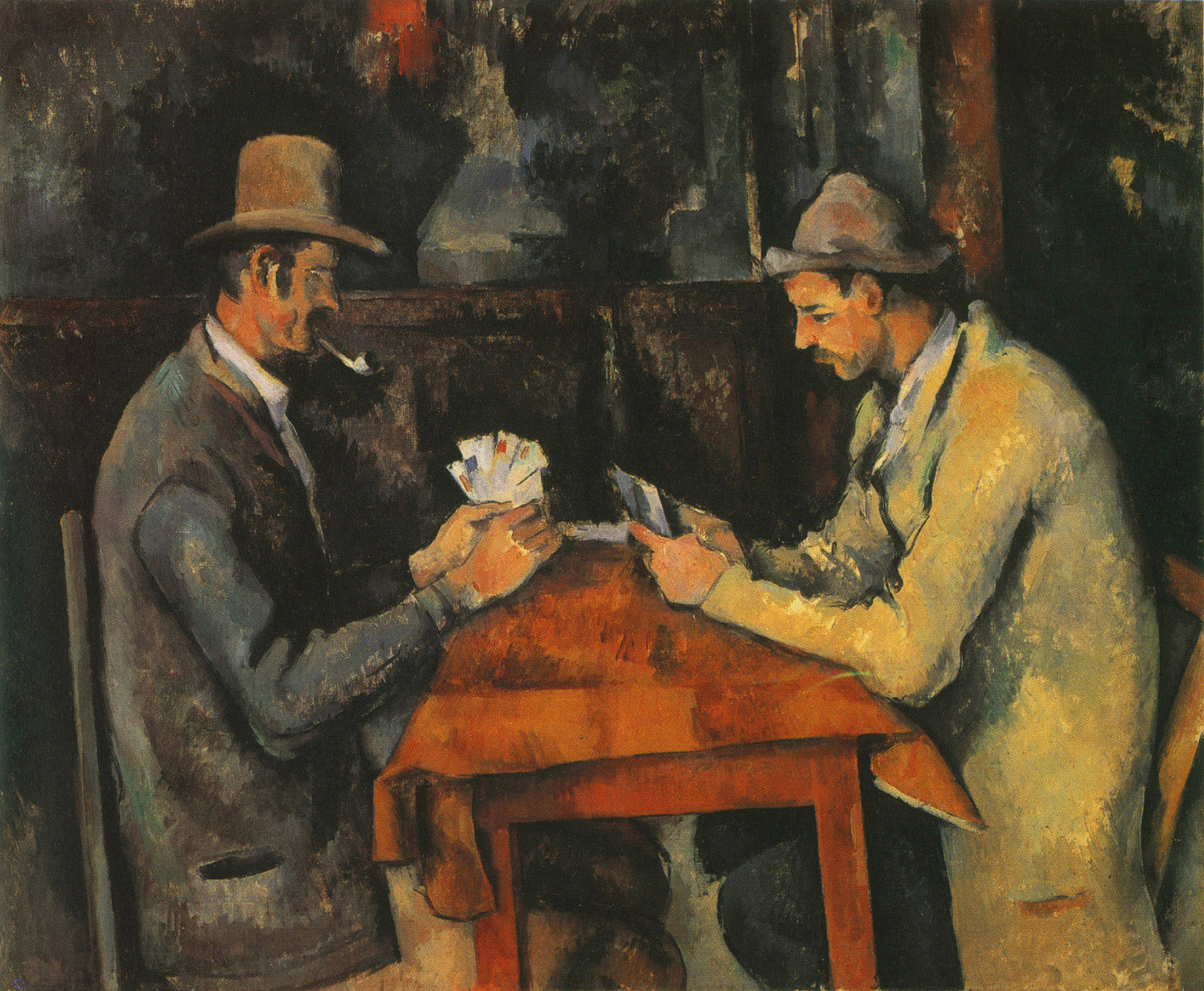
Quarta versão: 1892-95, óleo sobre tela, 60 x 73 cm. Courtauld Institute of Art, Londres.
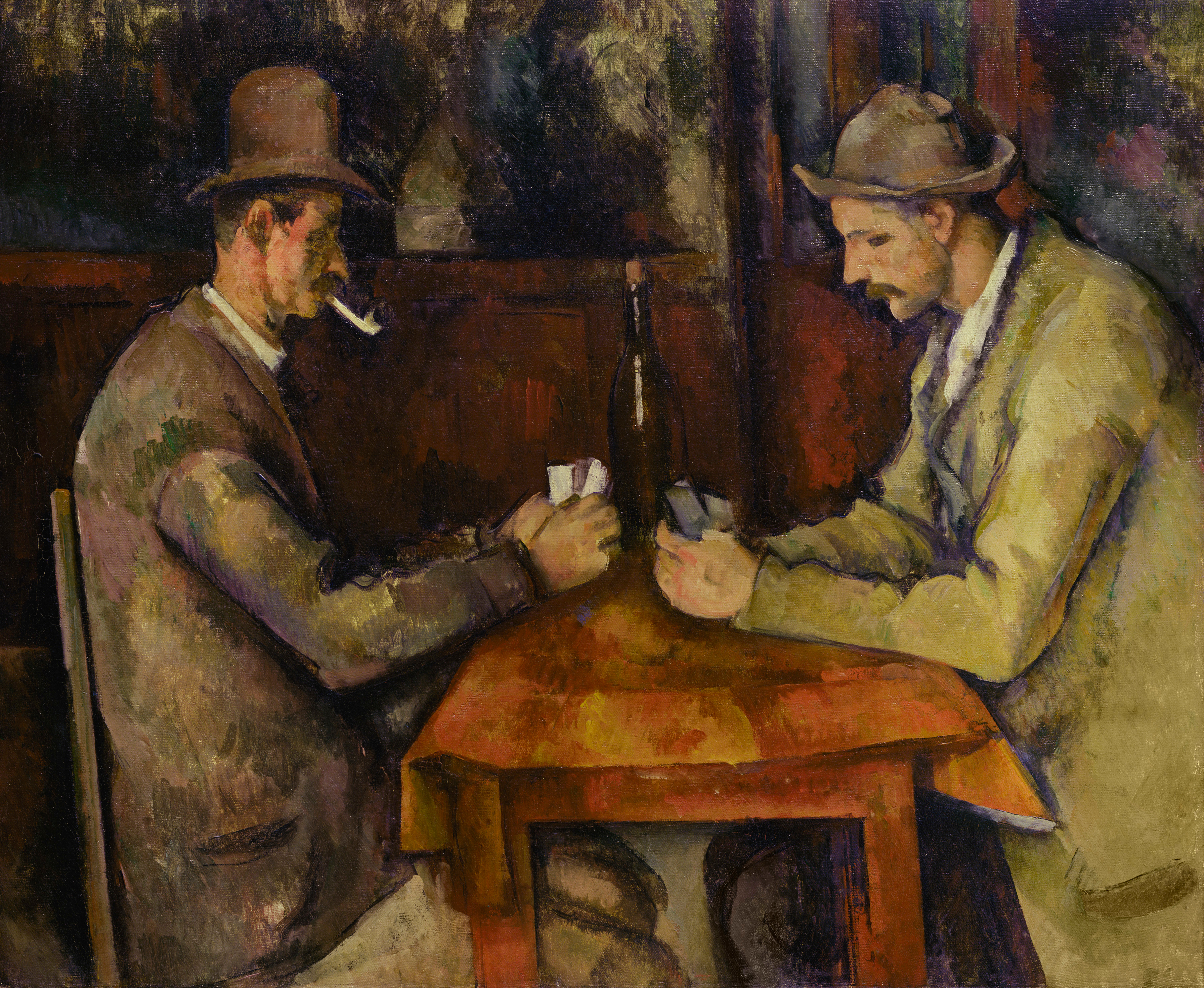
Quinta versão: 1894-95, óleo sobre tela, 47.5 × 57 cm. Musée d'Orsay, Paris.